# Sesbania leptocarpa
Sesbania leptocarpa är en ärtväxtart som beskrevs av Dc.. Sesbania leptocarpa ingår i släktet Sesbania och familjen ärtväxter. Inga underarter finns listade i Catalogue of Life.